# Hedysarum aculeatum
Hedysarum aculeatum är en ärtväxtart som beskrevs av Vitaliǐ Petrovich Goloskokov. Hedysarum aculeatum ingår i släktet buskväpplingar, och familjen ärtväxter. Inga underarter finns listade i Catalogue of Life.